# Клан Арбатнотт

Герб вождей клана Арбатнотт.

Клан Арбатнотт (шотл. — Clan Arbuthnott) — один из равнинных кланов Шотландии (Лоуленда).
- Лозунг клана: Laus Deo — Слава Богу.
- Земли: Абердиншир.
- Резиденция — Арбатнот-хаус

## История клана Арбатнотт

### Происхождение
Название клана Арбатнотт происходит от названия земель в графстве Кинкардиншир. В ранних документах эти земли называют Аберботенот (шотл. — Aberbothenoth). Эти земли были расположены в устье ручья ниже от дома благородного семейства. Земли были во владениях одной и той же благородной семьи на протяжении 24 поколений, включая виконта Арбатнот.
Хью (гэльск. — Хью), который принадлежал к клану Суинтон (гэльск. — Clan Swinton) приобрел земли Арбатнотт благодаря браку с Маргарет Олифант, сестрой Осберта Олифанта, который был известный как «Крестоносец» и был убит в Первом крестовом походе (1096—1099) во время правления короля Шотландии Вильгельма Льва (1143—1214). Еще один Хью — Хью Ле Блонд (шотл. — Hugh Le Blond), названный так за светлые волосы был лэрдом Арбатнотт в 1282 году. Он подарил часть своих земель монастырю Арброах (гэльск. — Arbroath) во имя спасения своей души. В исторических документах также упоминается Филипп де Арбатнотт как Dominus ejusdem — господин из этого рода (лат.).

### Убийство Джона Мелвилла в Гленберви
Сын Филиппа Арбатнотта — Хью Арбатнотт был замешан в убийстве Джона Мелвилла в Гленберви, который был шерифом в Мернсе в 1420 году. Согласно традиционным историческим преданиям (которые не могут быть историческими документами), шериф Мелвилл был очень непопулярным среди местных лэрдов своей слишком строгой приверженностью к букве закона. Герцог Олбани в то время был регентом Шотландии, король Шотландии Яков I Стюарт находился в плену в Англии. Герцог устал от бесконечных жалоб на шерифа Мелвилла и как-то воскликнул: «Печальный джин этого шерифа просочился в мой ужин в бру.» Недовольные лэрды восприняли эти слова как разрешение убить шерифа. Лэрды Арбуанотт, Матерс (гэльк. — Mathers), Питарроу (гэльск. — Pitarrow), Галькертон (гэльск. — Halkerton) пригласили шерифа Мелвилла на охоту, заманили в заранее условленное место и убили, бросив в котел с кипящей водой, и каждый из убийц зачерпнул ложку с этой убийственной ухой. Лэрд Арбатнотт был помилован и мирно умер в 1446 году.

### XVI век
Джеймс Арбатнотт получил королевскую грамоту на свое баронство и вотчину 29 января 1507 года. Он женился 31 августа 1507 года на Джин, дочери сэра Джона Стюарта, 1-го графа Атолла, сына сэра Джеймса Стюарта — "Черного рыцаря « Лорна» и его жены Джоан Бофорт — королевы Шотландии.
Александр Арбатнот (1538—1583), потомок младшего сына вождя клана, был выдающимся деятелем шотландской церкви, организатором Ассамблеи церкви Шотландии в 1577 году. В 1583 году церковная ассамблея пожаловалась королю Якову VI Стюарту на разнообразные «папские практики», которые до сих пор позволяет король (Шотландия в то время была протестантской страной, но было много католиков). Король был крайне недоволен такой жалобой, поскольку видел опасность религиозной войны в стране, и Александр Арбатнотт был помещен под домашний арест в Сент-Эндрюсе. Арест негативно сказался на его здоровье и Александр Арбатнотта, который умер в 1583 году в возрасте 44 года.

### XVII—XVIII века

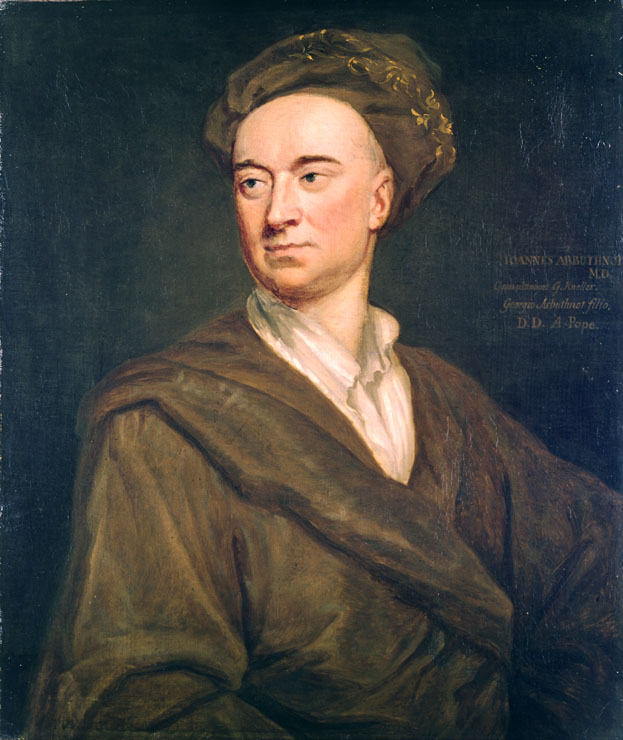
Портрет Джона Арбатнотта, автор Готфрид Кнеллер

Сэр Роберт Арбатнотт — прямой потомок лэрда Арбатнотта, которые принимал участие в убийстве шерифа Мелвилла, получил титулы пэра и виконта Арбатнот и титул барона Інверберви. Эти титулы были ему подарены королем Англии и Шотландии Карлом I Стюартом.
Доктор Джон Арбатнотт (1667—1735), что тоже был потомком вождя клана Арбатнотт, был выдающимся врачом, писателем, автором политических сатир, преподавал в университете Абердина. В 1705 году он имел честь лечить королевскую семью Англии, когда принц Георг Датский — муж Анны — королевы Англии заболел и доктор Арбатнотт был доставлен в королевский дворец. Принц выздоровел и доктор Арбатнотт был назначен королевским врачом. Со временем он стал доверенным лицом королевы и очень влиятельной личностью своего времени. Доктор Сэмюэл Джонсон как-то сказал, что Джон Арбатнотт был «человеком большого ума, разбирался в своей профессии, в различных науках, знаток древней литературы и может оживить массу знаний своей яркой и активной воображением». Джон Арбатнотт умер в 1735 году.
Предыдущий вождь клана Арбатнотт — Джон Арбатнотт, 16-й виконт Арбатнот (1924—2012) был награжден за выдающиеся заслуги Орденом Чертополоха и Орденом Британской империи. В Шотландии он возглавляет орден Святого Иоанна.

### Вождь клана Арбатнотт
Нынешним вождем клана Арбатнот является с 2012 года Джон Кейт Оксли Арбатнот (род. 1950), 17-й виконт Арбатнотт и лорд Инверберви.